# الخطوط الجوية التركية الرحلة 6491
الخطوط الجوية التركية الرحلة 6491 كانت رحلة شحن دولية مجدولة من هونغ كونغ إلى إسطنبول عن طريق بيشكك في قيرغيزستان تشغلها شركة إي سي تي إيرلاينز نيابةً عن طيران الشحن التركية. في الـ 16 من يناير عام 2017، تحطمت طائرة الشحن وهي من طراز بوينغ 747-400 في منطقةٍ سكنية أثناء محاولتها الهبوط وسط ضباب كثيف في مطار مناس الدولي في بيشكك. قُتل 39 شخصًا على الفور منهم أربعة من أفراد الطاقم بالإضافة إلى 35 شخص على الأرض.
وجد التحقيق لاحقًا أن الطائرة فشلت في التقاط إشارة نظام الهبوط الآلي، مما جعلها تحلق بارتفاعٍ أعلى من مسار النزول الصحيح الذي أدى إلى تحليقها فوق المدرج بكامل طوله؛ ثم بدأت تصطدم بالمنازل بعد محاولة الطاقم إلغاء الهبوط.

## الحادثة
في 16 يناير 2017 عند الساعة 07:19 مساءًا، تحطمت الطائرة خارج مطار مناس الدولي وسط الضباب الكثيف على بعد 1 كلم من مدرج المطار. بحسب التقارير الأولية، فشلت الطائرة في الارتفاع حين حاول الطيار إلغاء عملية الهبوط، فاصطدمت بالأرض ودمرت منازل عديدة. ذكرت السلطات قيرغيزستان لاحقًا أن الطاقم كان مصرًا على الهبوط بالطائرة بدلاً من إلغاء الهبوط.
قُتل في الحادثة 39 شخصًا وهم أعضاء الطاقم الأربعة، و35 من سكان داتشا-سو، وهي منطقةٌ سكنيةٌ تقع غرب المطار على بعد 2 كم، وكان من بين الضحايا 17 طفلاً.
ذكر عدد من شهود العيان إضافةً إلى أعضاءٍ من فريق الإنقاذ أنهم عثروا على قائد الطائرة وكان لا يزال واعيًا ومقيدًا إلى مقعده، فكان من الضروري قطع حزام الأمان لتحريره، إلا أنه توفي لاحقًا في طريقه إلى المستشفى.
بلغ مجموع الجرحى 14 شخصًا على الأرض، بالإضافة إلى عددٍ من الأطفال. دُمر 19 منزلٍ في موقع الحادثة، وتضررت 7 منازل أخرى. أُغلق مطار مناس الدولي وألغيت جميع الرحلات المجدولة بعد الحادثة.

## الطائرة والطاقم
كانت الطائرة المنكوبة من نوع بوينغ 747-412 مخصصة للشحن، رقم تسجيلها (TC-MCL) مع الرقم التسلسلي 32897 للشركة المصنعة. دخلت الطائرة في الخدمة مع الخطوط الجوية السينغافورية للشحن في عام 2003 م، بالرقم التسجيلي (9V-SFL). وبسبب مكوثها لفترة طويلة في حظيرة الطائرات، استلمتها شركة الشحن التركية أيه سي تي إيرلاينز في عام 2015، التي بدأت بعد ذلك بتشغيلها نيابةً عن طيران الشحن التركية. حلقت الطائرة بمعدل 45,000 ساعة و8,000 دورة بدءًا من يونيو عام 2016 م. وأجري آخر فحص لصيانة الطائرة في الـ 6 من نوفمبر عام 2015.
تألف الطاقم من القائد إبراهيم غورجان ديرانجُه، والضابط الأول كاظم أوندول (كلاهما يبلغان 59 سنة)، والمسؤول عن التحميل إحسان قوجة، ومناول البضائع مليح أصلان.

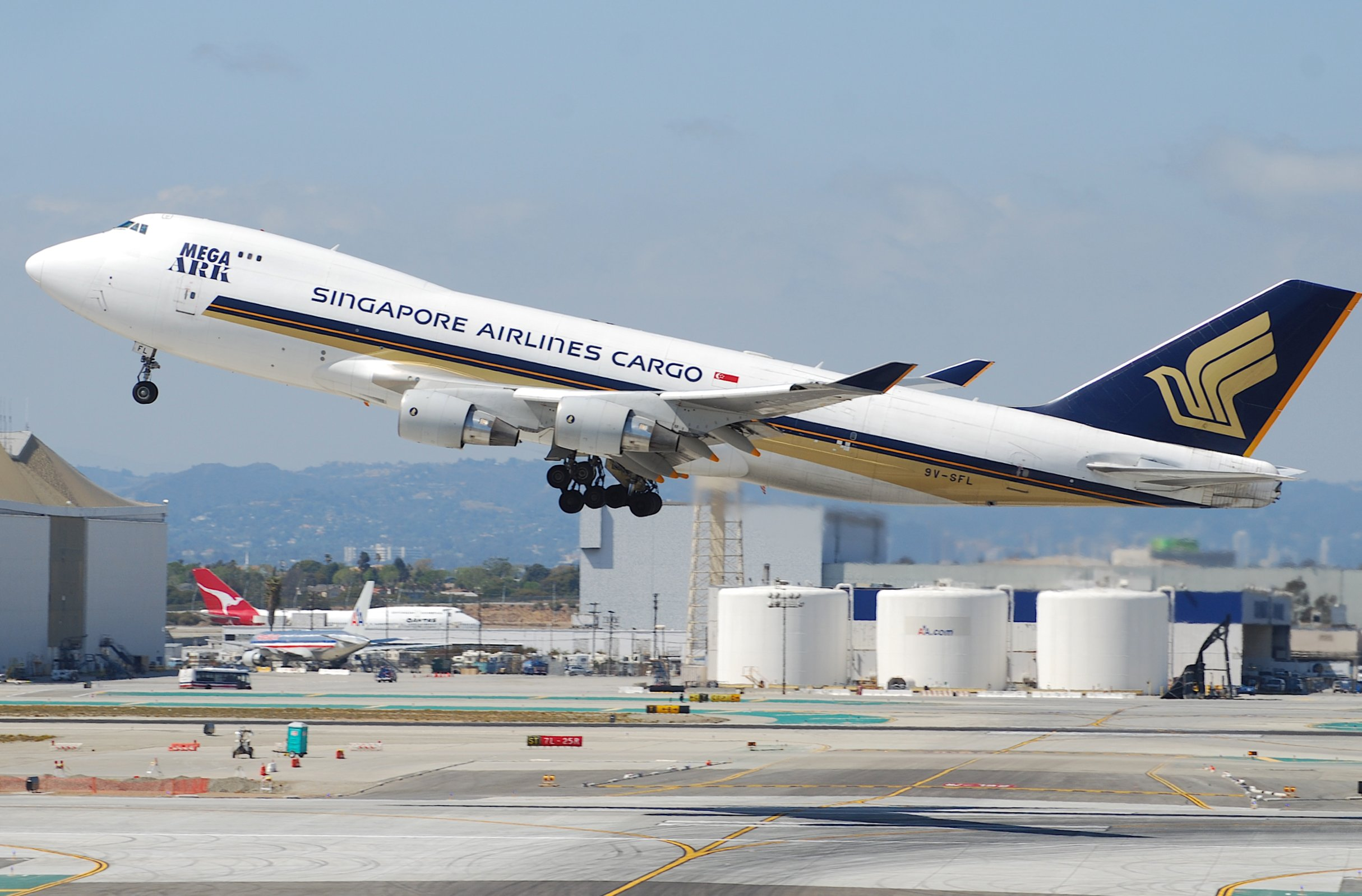
طائرة البوينغ 747-412 للشحن المنكوبة عندما كانت في خدمة الخطوط الجوية السينغافورية للشحن (رقم التسجيل 9V-SPL)

## مراجع

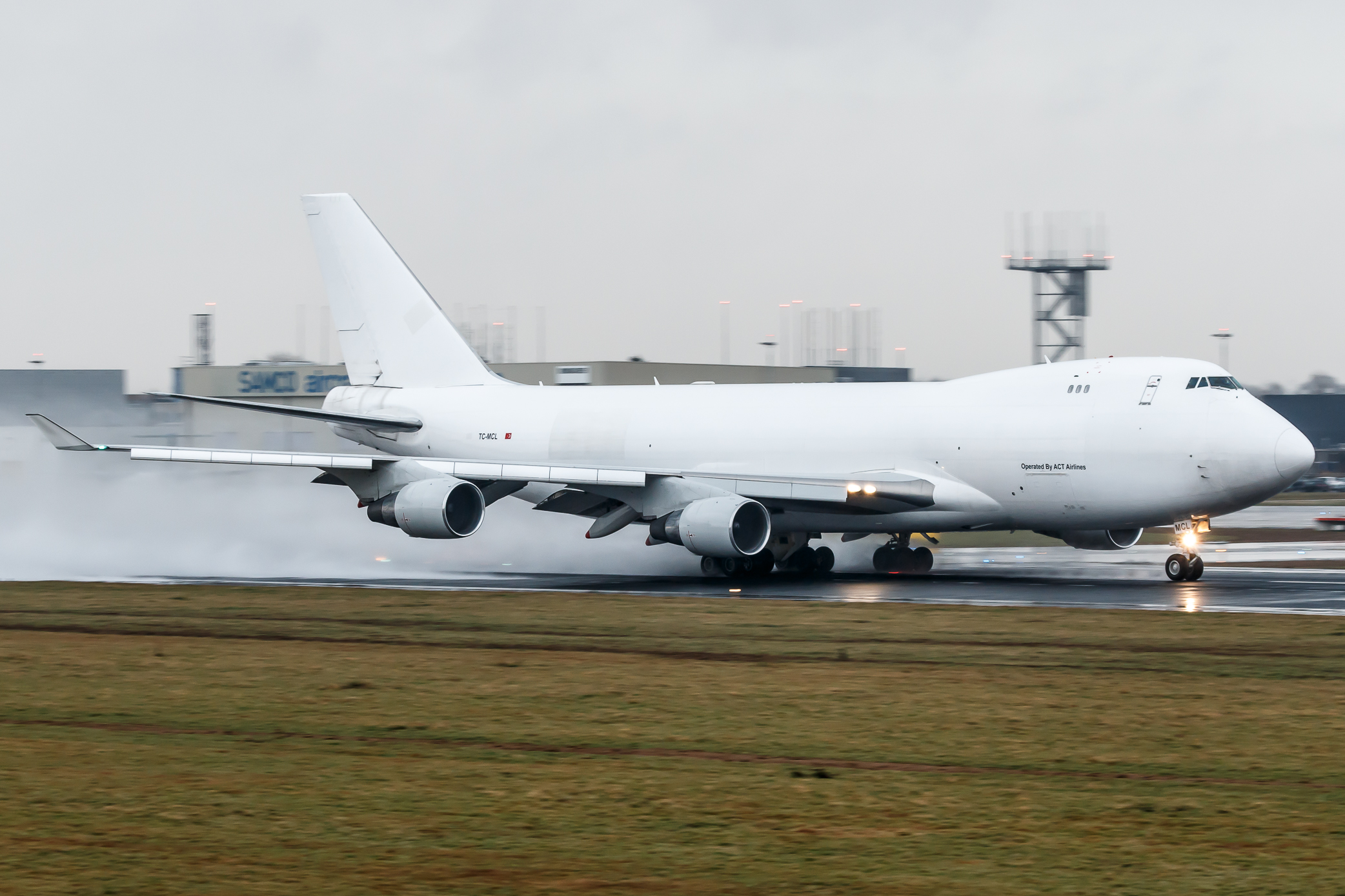
صورةٌ للطائرة المنكوبة في مطار ماستريخت آخن. التُقطت الصورة قبل الحادث بـ 5 أيام.